# 金沢市立中央小学校芳斎分校

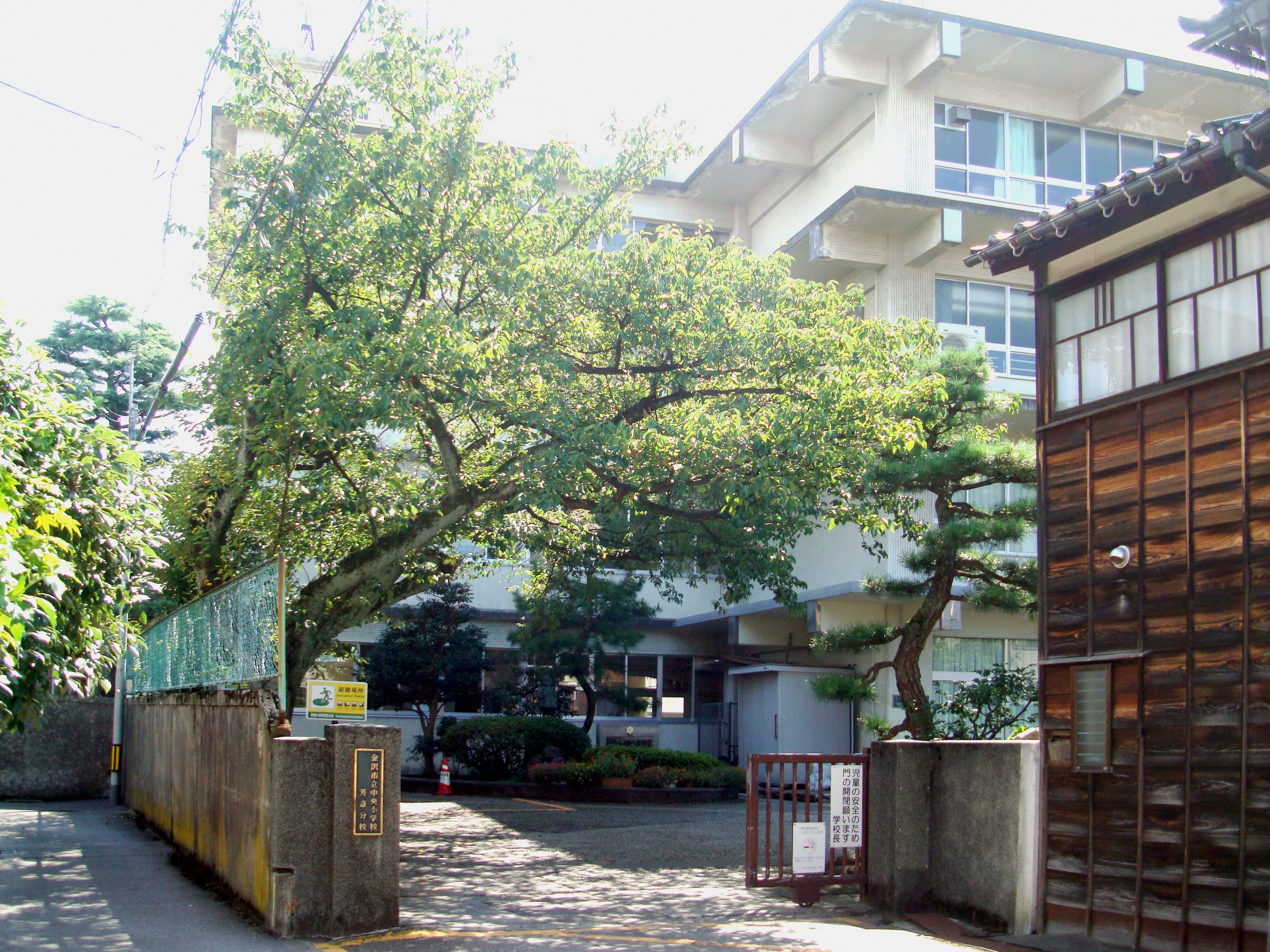
かつて芳斎町小学校であった2021年4月移転前の旧校舎（2017年8月）

金沢市立中央小学校芳斎分校（かなざわしりつ ちゅうおうしょうがっこう ほうさいぶんこう）は、特別支援学級を独立させた、石川県金沢市芳斉2丁目にある公立小学校。金沢市立中央小学校の分校。

## 概要
金沢市立中央小学校の前身校のうちの1校である旧・長土塀小学校に併設されていた長土塀小学校特学分校（1960年〈昭和35年〉4月設置の「すぎのこ学級」に遡る）を、旧・芳斎町小学校の校舎を改築し移転したのが、当校の始まりである。
2024年に供用開始された新校舎は、金沢市立長町中学校芳斎分校との一体型校舎であり、建物全体が金沢市特別支援教育サポートセンター、金沢市芳斎公民館、金沢市立芳斎児童館との複合施設となっている。

## 沿革
- 1987年（昭和62年）
  - 4月2日 - 中央小学校が開校[9]（同日に開校式挙行[11]）。
  - 8月22日 - 芳斎分校が旧・芳斎町小学校校舎を改築した新校舎に移転[9][11]。所在地：石川県金沢市芳斉2丁目3番8号[2]。
- 2013年（平成25年）
  - 8月 - 校舎4階の工事のため、当階にあるなかよしホールが使えなくなる。
  - 9月 - 3階に新なかよしホール設置。
  - 10月15日 - 4階が金沢市教育委員会仮庁舎になる[12]。2015年夏まで使用された。
- 2014年（平成26年）4月1日 - 2学期制から3学期制への変更に伴い、1階のわくわくルームがわかたけに変更。
- 2015年（平成27年）5月頃 - 4階に新わくわくルームを設置。
- 2021年（令和03年）4月1日 - 建て替えのため中央小学校校舎に移転[11]。所在地：金沢市長町1丁目10番35号[9]。
- 2022年（令和04年）
  - 4月1日 - 旧・新竪町小学校跡の仮設校舎に移転[11]。所在地：金沢市新竪町3丁目25番地[9]。なお、通級指導教室は、同日に中央小学校本校が移転した新校舎（所在地：金沢市玉川町2番1号。同月17日に竣工式挙行[11]。）へ移設された[9]。
  - 4月10日 - 旧・芳斎分校校舎跡地において新校舎・複合施設建設の安全祈願祭および起工式を挙行[13]。
- 2023年（令和05年）11月 - 一体型新校舎の本体工事が完成[8]。
- 2024年（令和06年）
  - 3月25日 - 金沢市芳斉2丁目3番8号[9]（現在地）に移転[14]。
  - 4月14日 - 竣工式（特別支援教育サポートセンター等を含む）を挙行[15][16]。

## 教室
2024年5月1日現在、児童数45人である。
- 知的障害特別支援学級
  - すぎのこ1
  - すぎのこ2
  - すぎのこ3
  - すぎのこ4
- 自閉症・情緒障害特別支援学級
  - あすなろ1
  - あすなろ2
  - あすなろ3

## 通学区域と進学先中学校
- 金沢市内全域が通学区域にあたる[18]。
- 同じ校舎の中に金沢市立長町中学校芳斎分校が設置されている。